# 현양사
현양사(일본어: 玄洋社 겐요샤[*], 영어: Gen'yōsha, Dark/Black Ocean Society)는 옛 후쿠오카(구로다)번사들의 주축이 되어 만들어진 일본 제국의 범아시아주의 정치단체이다. 일본 최초의 우익단체이다.

## 개요
당시 여러 정치결사들처럼 서구의 식민주의에 말려들지 않고 인민의 권리를 보호하기 위해 국권을 강화하는 것이 필요하다고 주장했다. 대외적으로는 아시아 각국의 독립을 지원하고 그 나라와의 동맹을 통해 서양 열국과 맞서는 범아시아주의를 구상했다.
현양사는 명성황후 시해의 배후이자 일본 제국의 조선 국권 침탈 준비, 초기의 중국 혁명 지원 및 정치·전쟁·테러의 배후였다. 제2차 세계대전 후 일본에 주둔한 연합군 최고사령부는 1946년 현양사를 해산시켰다.

## 주요 활동
1881년(메이지 14년) 히라오카 고타로을 사장으로 옛 후쿠오카번사들이 중심이 되어 스기야마 시게마루, 도야마 미쓰루, 하코다 로쿠스케, 오하라 요시타케, 후쿠모토 니치난, 우치다 료고로(우치다 료헤이의 부친), 신도 기헤이타 (신도 가즈마의 부친), 스에나가 준이치로, 마토노 한스케 등이 창립에 기여하여 후쿠료 신보를 창간, 요시다 이소키치같은 협객과 니로쿠 신보의 주필·스즈키 덴간도 종종 관계했다.
전쟁 기간에 걸쳐 군부·관료·자이바쓰, 정계에 막강한 영향력을 가지고 청일 전쟁, 러일 전쟁, 제1차 세계 대전 그리고 제2차 세계 대전과 일본이 관련된 수많은 전쟁에서 정보 수집과 이면공작(裏面工作)에 관계해왔다. 또한 아시아주의 아래에 중국의 쑨원과 조선의 김옥균을 비롯한 당시 구미 제국의 식민지하에 있던 이슬람 지도자 등 아시아 각국의 독립 운동가를 지원했다. 그러나 "현양자의 무리가 독수리가 반도에 가서 난을 일으켜 준다고 선전했다"는 동학당의 강령에 '배일'(排日)이 있었기 때문에, 단순한 호언장담 이든 진순신 들은 말하고 있다 .
현양사의 사칙 조항은 "황실을 공경하여 받들을 것"(皇室を敬戴すべし), "본국을 애중할 것"(本国を愛重すべし), "인민의 권리를 고수할 것"(人民の権利を固守すべし)이라는 것이었다. 당시 삿초번벌 정부의 관료전제(有司専制, 폭정)를 타파하기 위해 의회의 개설을 요구한 유력한 정치 세력 중 하나는 오늘날 '우익'이라 불리는 현양사 등 민간결사(民間結社)였다. 그러나 이러한 세력이 의회 개설 후일 정부와 일체가 되어 선거 방해로 돌아 섰다. 그 이유는 당시 의회가 "민력휴식·정비절감"을 내걸고 군사 예산의 삭감을 요구하면서 청나라와의 전쟁을 주저하고 있었기 때문이었다. 현양사는 테러를 포함한 치열한 선거 간섭을 수행하고 있다.
다른 겐요샤가 관련된 유명한 사건으로는 1889년(메이지 22년) 오쿠마 시게노부 폭살 미수 사건이 있다. 당시 외무대신이었던 오쿠마 시게노부는 당시 에도 막부가 맺은 불평등 조약의 개정을 도모했지만, 그 개정안은 관계 각국에 대해 상당히 타협적이며, 국민적 반대 운동이 곧 전국을 덮었다. 그러나 용기 있는 오쿠마는 결코 자신 방안을 굽히지 않았다. 그래서 현양사원 구루시마 쓰네키가 오쿠마에 폭탄을 투척하고 자신도 그 자리에서 목을 베어 자결한 것이다. 구루시마가 던진 폭탄은 극단적인 자유 민권 운동가 오이 겐타로가 제공한 것으로 알려져 있다. 오쿠마는 오른발을 잃고 주면서도, 또한 자기 의견을 관철 결의했지만, 정부는 정책을 급히 바꾸고 오쿠마는 사직했기 때문에 이 타협적 개정안은 보류되게 되었다.
현양사 사원들이 내건 유명한 슬로건은 '대아시아주의'(大アジア主義, 쑨원의 고베 연설에 어원이 있다고 한다)이있다. 그들은 조선의 친일 개화 운동가 김옥균과 박영효 그리고 인도의 독립 운동가 라쉬 비하리 보스를 비호(庇護)하고 미국 독립 전쟁을 싸워 필리핀의 에밀리오 아기날도에 무기와 의병을 보내려고 했다.
1901년(메이지 34년) 우치다 료헤이 등이 흑룡회(현양사의 해외 공작을 담당)를 설립하고 보다 다양한 활동이 전개된다. 쑨원 등의 신해혁명을 지원하기 위해 많은 대륙낭인들이 청나라 정부군과 이후 군벌 정부군과 싸웠다.
러일 전쟁 중에 전반에 걸쳐 러시아 제국 국내 정치 불안을 획책하고 러시아의 계전(繼傳)을 곤란하게 하여 일본의 승리에 크게 공헌한 아카시 모토지로도 현양사의 사원이었다. 육군참모본부 참모차장 나가오카 가이시는 "아카시의 활약은 육군 10개 사단에 해당한다"(明石の活躍は陸軍10個師団に相当する)고 평했다. 또한 독일 황제 빌헬름 2세는 "아카시 모토지로 혼자서 만주의 일본군 20만명에 필적하는 전과를 올리고 있다."라고 치켜 세웠다.
또한 한일 문제는 우치다 료헤이는 일진회의 영수(領袖) 이용구와 일본과 대한제국의 대등한 입장에서의 합방을 희망했다.
쇼와 시대에 들어서면 현양사과 관계가 깊었다는 나카노 세이고는 일본 제국 헌법을 조선·타이완에도 시행해야 하며, 일본 본토 내의 조선인들을 법률상 평등을 철저(참정권은 속지주의 이었기 때문에 일본 내지에 거주하는 조선인, 대만인에게만 선거권, 피선거권이 있었다)하게 도모해야한다고 주장했다. 한편, 도야마 미쓰루와 친분이 있던 아시즈 고지로(葦津耕次郎, 아시즈 우즈히코의 부친)는 국가로서 독립할만큼 조선의 인프라는 이미 완료로 조선 독립을 주장했다. 아시즈는 만주국에 대한 관동군의 정치 지도자를 종료할 일도 주장하였다.

## 역대 사장
1. 히라오카 고타로
2. 신도 기헤이타
3. 아베 다케사부로(阿部武三郎)
4. 하코다 로쿠스케
5. 신도 기헤이타이 (연임)
6. 기타지마 아쓰시(喜多嶋淳)
7. 쓰키나리 이사오(月成勲)
8. 미와 사쿠지로(美和作次郎)
9. 요시다 고로쿠
10. 신도 가즈마

## 사원들
- 가와카미 오토지로
- 스나가 하지메
- 스기야마 시게마루
- 데라다 사카에 (하토야마 유키오의 증조부)
- 아카시 모토지로
- 나카노 세이고
- 오가타 다케토라
- 나카무라 덴푸
- 야마다 엔지로
- 우치다 료헤이
- 스에나가 미사오
- 구루시마 쓰네키
- 요코야마 유이
- 히로타 고키
- 오노 (미키) 류스케
- 호리카와 다쓰키치로(쑨원의 신해혁명에 조력)
- 요시오카 도모요시

## 같이 보기
- 흑룡회 - 사실상, 현양사의 해외지부
- 낭인회
- 동방회
- 자강천진류
- 청년대민단
- 고다마 요시오
- 고쿠시칸 대학